# Metal Guru
«Metal Guru» es una canción de la banda británica de glam rock T. Rex, lanzado en 1972 como el segundo sencillo del álbum The Slider del mismo año. Además, fue el primero lanzado por el sello de Bolan, T. Rex Wax Co., aunque fue distribuido por Reprise Records para el mercado estadounidense y por EMI para el mercado europeo.
Marc Bolan compuso el tema entre marzo y abril de 1972 y fue producida por el inglés Tony Visconti. Al igual que las demás canciones del álbum, se escribió y se grabó en los estudios Chateau d'Hérouville en las afueras de París en Francia. Obtuvo el primer puesto en los UK Singles Chart, convirtiéndose en el cuarto y último sencillo en obtener dicha posición.
En 1983 la banda de new wave Električni Orgazam versionó la canción como lado B de su sencillo «Locomotion» y en 2005 la banda estadounidense Rooney la versionó para la banda sonora de la película Herbie: Fully Loaded. Por otro lado, en 2008 el sitio web inglés Feaky Trigger posicionó a «Metal Guru» en el puesto 37 de su lista las 100 mejores canciones de todos los tiempos.

## Lista de canciones
| Reino Unido |               |          |  |
| N.º         | Título        | Duración |  |
| 1.          | «Metal Guru»  | 2:25     |  |
| 2.          | «Thunderwing» | 3:46     |  |
| 3.          | «Lady»        | 2:12     |  |

| Alemania |              |          |  |
| N.º      | Título       | Duración |  |
| 1.       | «Metal Guru» | 2:25     |  |
| 2.       | «Lady»       | 2:12     |  |

## Posicionamiento en listas
| País        | Lista                    | Máxima posición |
| ----------- | ------------------------ | --------------- |
| Reino Unido | UK Singles Chart         | 1               |
| Alemania    | German Singles Chart     | 1               |
| Irlanda     | Irish Singles Chart      | 1               |
| Noruega     | Norwegian Singles Chart  | 4               |
| Francia     | French Singles Chart     | 7               |
| Australia   | Australian Singles Chart | 8               |

| Lista fin de la década | Lista fin de la década | Lista fin de la década |
| País                   | Lista                  | Máxima posición        |
| ---------------------- | ---------------------- | ---------------------- |
| Alemania               | German Singles Chart   | 194                    |

## Músicos
- Marc Bolan: voz y guitarra eléctrica
- Mickey Finn: congas, bongos
- Steve Currie: bajo
- Bill Legend: batería
- Howard Kaylan y Mark Volman: coros